# رجیش
رجیش (به عربی: رجیش) یک منطقهٔ مسکونی در تونس است که در استان مهدیه واقع شده‌است. رجیش ۱۰٬۸۰۶ نفر جمعیت دارد.